# 悪徳商法?マニアックス
悪徳商法?マニアックス（あくとくしょうほう マニアックス）とは悪徳商法の被害者やマニアが集って相談や情報交換などをする匿名掲示板群を中心としたウェブサイトである。略称は悪マニ（あくマニ）。管理人はBeyond（吉本敏洋）である。管理人・吉本敏洋は、このウェブサイトがグーグル八分を受けていると主張していた。なお「グーグル八分」という言葉の考案者も吉本である。

## 概要
1997年9月3日に開設。悪徳商法についての具体的な知識・事例・対策の収集・分類を目的としたサイトとして開設された。開設のきっかけについては、何かページを開こうと考えたとき、悪徳商法に詳しかったのでデータを並べてみたものだとインタビューに答えて述べている。初めは単なるリンク集であった。
サイトの主な内容としては以下の項目などがある。
- メイン掲示板
- トピックス（悪の最新情報） - 管理人の主張や時事問題の解説など。
- 悪徳商法の情報 - 管理人の勧誘体験談。
- 会議室（掲示板） - 不特定多数の者が相談や情報交換などを行う。

匿名掲示板ではあるがメールアドレスを登録すると書き込めるようになっており、実質識別情報であるメールアドレス登録制のため完全匿名ではないので荒れることは少ない。過去14万件以上の投稿が全て過去ログとして公開されている。なお、リフォーム詐欺など高額な被害を引き起こす事例についての情報はあまりない。このサイトを構成する掲示板はいずれも、半角カナを含む投稿の表示が文字化けする。また、管理人の指揮によりURLのリンクは直リンクたるべきとされているがそのURLに?などが含まれるとその文字でリンクが途切れてしまう仕様となっており、そのようなリンク先を参照したいときには結局はそのURLをコピー&ペーストする必要がある。
ただし、公式サイトは予定地やBlogともども2014年頃から更新はない。動いているのはTwitterだけである。

### 管理人Beyond（吉本敏洋）の活動
吉本 敏洋（よしもと としひろ、1972年 - ）は福岡県出身のプログラマーである。1997年、筑波大学第一学群自然学類物理学専攻卒業。Beyondのハンドルで「悪徳商法?マニアックス」などのサイトを運営し消費者問題、表現の自由についての発言活動を精力的に行っている。消費生活専門相談員や消費生活アドバイザーといった公的な資格を持っている。弁護士会で司法修習生に対する講義なども行い、消費者問題の専門家としても評価されている。
当初はBeyond、びよ、びよびよ等のハンドルを用い「匿名掲示板（仮）」では匿名としていたが2004年、株式会社ウェディングから訴えられるに及び自ら実名をサイト上で公表した。 
ハッカージャパンにて連載記事を担当し、著書『グーグル八分とは何か』もある。
現在は悪徳商法、カルト批判を展開するとともに、グーグル八分に関連して表現の自由を重視する発言を行い、グーグルやウィキペディアを批判している。2007年には、先述の著書「グーグル八分とは何か」を発表した。

### 年表
- 1997年9月3日 - プロバイダBIG-NET（ウェブコミュニケーションズ）のウェブスペースに「悪徳商法?マニアックス」を開設。
- 1999年
  - 2月15日 - 「悪徳商法?マニアックス」に掲載された東京消費生活センターの小冊子表紙画像について同センターからBIG-NETに対して著作権上の問題があるとのクレームがあり、プロバイダによって画像が表示されなくなる。これによりプロバイダとの間に著作権についての意見の相違が発生、3月1 - 10日の間サイトが閲覧できなくなる事態となる。この問題は紀藤正樹弁護士の仲介により解決された。
  - 5月15日 - 河上イチロー著『サイバースペースからの攻撃』（雷韻出版）に、著者・河上との対談記事が掲載された[4]（対談は3月に行われた）。なお、河上は後にオウム真理教信者であったことが判明した。
- 2000年
  - 1月17日 - 悪徳商法用語辞書を公開、寄付を募る。
  - 3月19日 - サイト「あるカルト」を開設。
  - 10月5日 - CyberClickから広告停止される。
- 2001年10月12日 - 「悪徳アンテナ・ニニゥゥーースス」を開設（その後「悪のアクティブソナー」、「悪ティブソナー」に改名）。
- 2002年2月 - 「匿名掲示板（仮）」開設。当初管理人名は伏せられており、「悪徳商法?マニアックス」管理人と同一人物であることは隠されていた。
- 2003年
  - 7月17日 - サイトへの寄付のお願いを発表。寄付金の送付先は「インターネット消費者問題研究会」となっている。
  - 7月23日 - 株式会社ウェディングより「匿名掲示板（仮）」のプロバイダ（プロックスシステムデザイン）に対し、掲示板発言の削除依頼が来る。
  - 8月12日 - 株式会社ウェディングより「匿名掲示板（仮）」管理人に記事の削除を求めるメールが届く。
  - 8月25日 - 「匿名掲示板（仮）」管理人、株式会社ウェディングに対して「真実を明らかにするため、情報をご提供ください」と返事を送る。
  - 9月19日 - 愛知県愛知警察署刑事課知能暴力係から、BIG-NETに捜査関係事項照会書が届く。吉本は「軽急便」関係の名誉毀損被疑事件として捜査されていると推測している。
  - 11月27日 - 株式会社ウェディング会長室長より「悪徳商法マニアックス」管理人・Beyondに削除要請メールが来る。
  - 12月18日 - 「匿名掲示板（仮）」のプロバイダ（プロックスシステムデザイン）に対して、株式会社ウェディングにより発信者情報目録記載情報の開示請求がなされる。その後、プロバイダより個人情報を任意で開示とのメールが来る。
  - 12月29日 - 「株式会社ウェディング」でGoogle検索した際、「悪徳商法?マニアックス」サイト内のページが表示されなくなる。いわゆる「グーグル八分」の始まり。
- 2004年
  - 1月15日 - Googleからの回答によりクレームが来たため日本の法律上、名誉毀損罪（刑法230条）および営業妨害罪（刑法233条）に該当すると判断され削除されたことが判明する。
  - 2月2日 - 株式会社ウェディングがプロバイダBIG-NETに削除要請。
  - 2月3日 - 株式会社ウェディングが「匿名掲示板（仮）」の管理人に対し、6,000万円の損害賠償を求める通知書を内容証明郵便で送付。
  - 2月16日 - 株式会社ウェディング（現・CELUX LOVER WEDDING）は名誉毀損、信用毀損で京都地方裁判所に訴状を提出、受理された。
  - 2月19日 - 京都府五条警察署刑事課知能特捜担当からBIG-NETに捜査関係事項照会依頼書が届く。BIG-NETは吉本の個人情報を開示した。
  - 2月23日 - 京都府五条警察署からはてなに捜査関係事項照会依頼書が届く。はてなは吉本の個人情報を開示した。
  - 3月10日 - 京都府五条警察署による家宅捜索を受ける。同日、プロバイダにも家宅捜索がありサーバーを押収されたため、「匿名掲示板（仮）」が閉鎖となる。
  - 3月27日 - 「匿名掲示板（仮）」管理人として京都府警に任意で出頭する。
  - 4月2日 - ブログサイト「悪徳商法?マニアックス ココログ支店」を開設。
  - 4月4日 - 「悪マニBeyond氏と一緒に、株式会社ウェディング問題を考える会」が設立される。同日、吉本自ら「匿名掲示板（仮）」の管理人とBeyondは同一人物であると発表、「名前：吉本敏洋」「資格：消費生活専門相談員、消費生活アドバイザー」と明かす。
  - 4月12日 - 株式会社ウェディング、「匿名掲示板（仮）」に対する損害賠償等請求を取り下げるが、吉本は同意しなかった。
  - 4月17日 - 「ウェディング問題を考える会」第1回総会。初の講演を行う。
  - 4月27日 - 岐阜県岐阜北警察署が捜査関係事項照会書をBIG-NETに送り、BIG-NETはこれに応じた。
  - 6月2日 - 株式会社ウェディング、「匿名掲示板（仮）」管理人への民事訴訟の請求放棄を行う。
- 2005年
  - 2月26日 - 「ウェディング問題を考える会」第2回総会。懇親会も行う。
  - 6月27日 - 東京地方裁判所にて「らあめん花月・日本平和神軍事件」の第1回公判を傍聴。これより後、らあめん花月、平和神軍、グロービートジャパンとの対立が始まる。
- 2006年
- 2月以降 - グロービートジャパンの申請によって「悪徳商法?マニアックス」のウェブページが大量にグーグル八分されており、これは「悪徳商法?マニアックス」がグロービートジャパン・平和神軍観察会事件の解説やグロービートジャパン社への批判を掲載しているためである、と吉本は主張している。
  - 2月28日 - インターネット協会主催の「インターネット有害情報対策セミナー」で講演。
  - 12月11日 - 「Google八分対策センター」を開設。
  - 12月 - 著書『グーグル八分とは何か』（九天社）発売。
- 2007年
  - 1月17日 - 著書『グーグル八分とは何か』の内容に関して、アラキ工務店からクレームが付く。
  - 1月18日 - 著書『グーグル八分とは何か』の内容に関して、イオンド大学からクレームが付く。
  - 4月4日 - フリーのオンライン百科事典「Yourpedia（ユアペディア）」を開設[5]。
  - 5月15日 - 経済産業省とIPAが共同で実施している「未踏ソフトウェア創造事業」に吉本の提案した「グーグル八分発見システムの開発プロジェクト」が採択されたことが発表された[6]。ただしその後、発見システムが開発されたという報告はない。
- 2022年
  - 4月4日 - 3月5日の投稿が問題視され[7]、ココログがniftyにより閉鎖された。
- 2025年
  - 6月13日 - Freespk[8]を開設。
  - 6月18日 - 新コピペディア[9]を開設。

### Yourpedia
管理人の吉本が設立した、MediaWikiを使用するオンライン百科事典。運営はインターネット消費者問題研究会（「悪徳商法?マニアックス」および「消費者ポータルJapan」の運営母体）。開設時の管理者は運営者による2つのアカウントのみであったが、2011年以降には、幾人かの利用者が管理者に任命された。
開設のきっかけは、ウィキペディア日本語版における「イオンド大学」の項目の編集を巡り、ウィキペディアの編集方針（主に訴訟リスクの回避について）について吉本が疑問を感じたためである。吉本は「イオンド大学という有名な『ディプロマミル（学位製造工場）』の項目に関し、管理人が、イオンド大学の主張を全面的に認めた編集を繰り返していた」と主張している。
YourpediaではIPユーザーへの無期限ブロックが導入されている。
方針としては、先に編集した者に権利がある先編集権や、記事のフォークなどがある。また人物への根拠なき誹謗中傷や犯罪者の実名公開も平然と行われており、2013年5月には亀岡事故の遺族を中傷する書き込みがあるとして京都府警から家宅捜索された。書き込みをした人物は後に書類送検されている。

## 主な事件

### グロービートジャパンの申請によるグーグル八分事件
2006年2月以降、グロービートジャパンの申請によって「悪徳商法?マニアックス」のウェブページが大量にグーグル八分されているとBeyondは主張している。これは「悪徳商法?マニアックス」がグロービートジャパン・平和神軍観察会事件の解説やグロービートジャパン社への批判を掲載しているためであるとされている。

### 株式会社ウェディング事件
2004年2月、株式会社ウェディング（現・CELUX LOVER WEDDING）は管理人に対し京都地方裁判所で訴訟を提起したが5月には請求を放棄して終結している。

### 管理人の個人情報が開示された事件
2004年、管理人が利用するプロバイダであるBIG-NET（ウェブコミュニケーションズ）とはてなは、京都府警察五条警察署（現在の下京警察署）からの照会（捜査関係事項照会依頼書）に対して管理人の個人情報を開示した。また同年4月には岐阜県警察岐阜北警察署も捜査関係事項照会書をプロバイダに送り、プロバイダはこれに応じた。この事件の結果、はてなは運営方針を改め個人情報開示の条件を厳しくした。